# Brachymeria nigrifemorata
Brachymeria nigrifemorata är en stekelart som beskrevs av Joseph, Narendran och Joy 1972. Brachymeria nigrifemorata ingår i släktet Brachymeria och familjen bredlårsteklar. Inga underarter finns listade.